# Kościół w By (Dalarna)
Kościół w By – zabytkowy kościół luterański położony w miejscowości w By, gminie Avesta, w regionie Dalarna, w Szwecji. Kościół parafialny parafii By w diecezji Västerås.
Kościół jest wpisany do szwedzkiego rejestru zabytków nadzorowany przez Riksantikvarieämbetet.